# Star Trek: Judgment Rites
Star Trek: Judgment Rites est un jeu vidéo d'aventure développé et édité par Interplay, sorti en 1993 sur DOS et Mac.

## Accueil
- Electronic Entertainment : 9/10[1]